# Notación Whyte

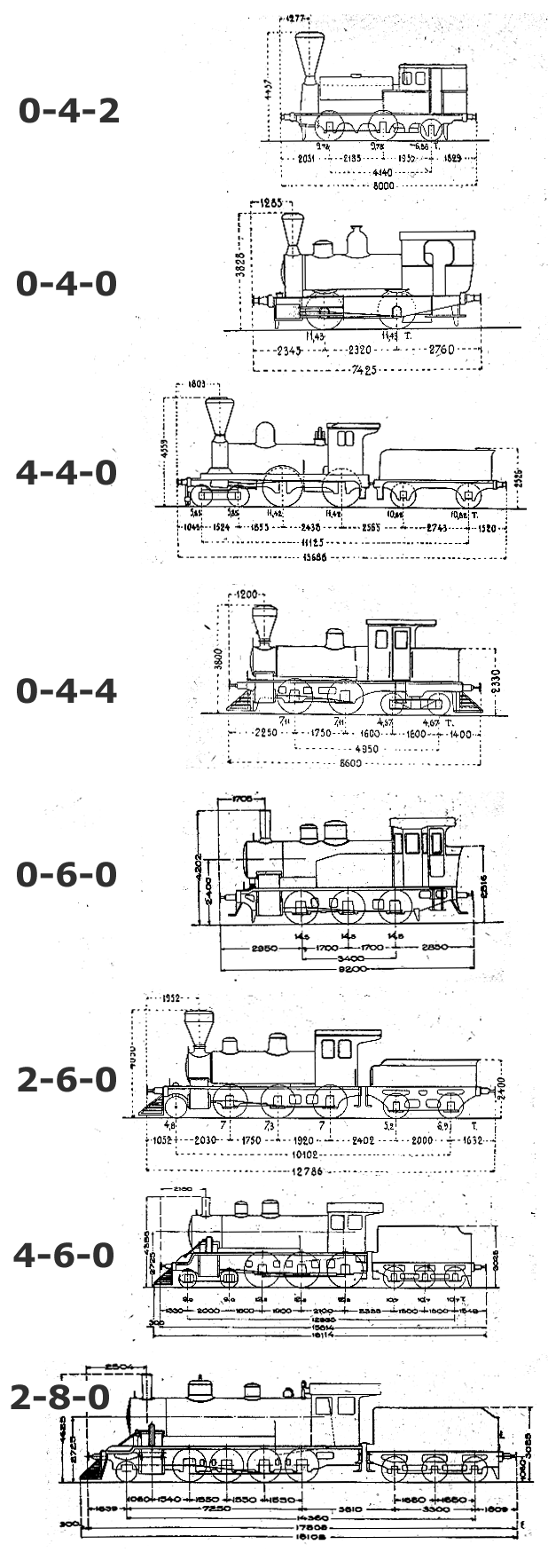
Una selección de tipos de locomotoras de principios del, de acuerdo a su notación Whyte y su tamaño comparativo

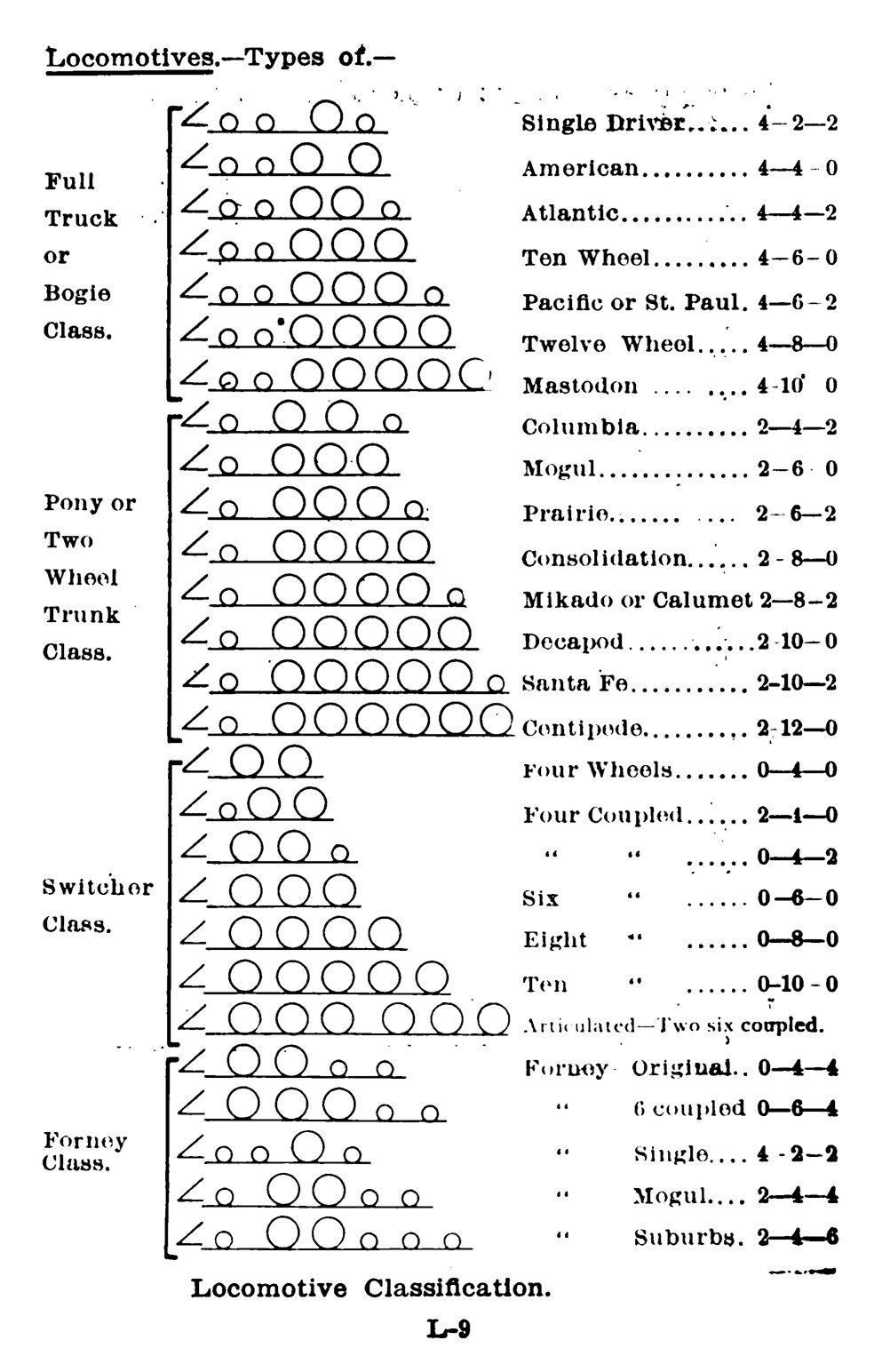
Notación Whyte de 1906. De un manual para trabajadores de la industria ferroviaria publicado en 1906.

La notación Whyte para clasificar las locomotoras de vapor según su disposición de ejes fue ideada por Frederick Methvan Whyte y comenzó a usarse a principios del siglo XX promocionada en un editorial de la American Engineer and Railroad Journal (Revista del Ferrocarril y el Ingeniero estadounidense, diciembre de 1900). El sistema Whyte cuenta el número de ruedas de guía, el número de ruedas motrices y finalmente el número de ruedas posteriores, con los números separados por guiones. Otros sistemas de clasificación para locomotoras de vapor, como la clasificación UIC, la clasificación francesa, la clasificación turca y la clasificación suiza, cuentan el número de ejes en lugar del número de ruedas.
En consecuencia, una locomotora con dos ejes de guía (y por lo tanto cuatro ruedas de guía) al frente, tres ejes motores y un eje portante posterior se clasifica como 4-6-2.

## Método

### Locomotoras articuladas
Una locomotora articulada como las Garratt, la cual está compuesta por dos locomotoras unidas con una caldera común, tiene un signo "+" entre las disposiciones de cada máquina. Por lo tanto, una 'doble Pacific' tipo Garrat es una 4-6-2+2-6-4. 
Las máquinas articuladas más simples, como la Mallet, en donde no hay ejes no motores entre los ejes de tracción, tiene un número extra en el medio. Por consiguiente, la Big Boy es una 4-8-8-4: tiene dos ejes de guía, un grupo de cuatro ejes motores, otro grupo de cuatro ejes motores y por último dos ejes posteriores.

### Sufijos
El sufijo T indica una locomotora tanque; de lo contrario, se asume que es una locomotora ténder. Según la costumbre británica, a veces se usa para indicar también de qué tipo de locomotora tanque se trata: T indica side tank (tanque lateral), PT pannier tank (tanque alforja), ST saddle tank (tanque de lomo) , WT well tank (tanque de caja). T+T indica que la locomotora tiene un ténder para ampliar su capacidad de agua o carbón.
En Europa, el sufijo R podía indicar rack (0-6-0RT) o reversible (0-6-0TR). El último caso indicaba las locomotoras bicabinas, usadas en Francia.
El sufijo F indica una locomotora sin fuego (0-4-0F). Nótese que esta locomotora no tiene ténder.
Otros sufijos se han usado a veces, como ng para las locomotoras de narrow gauge (trocha angosta, trocha menor de 1435 mm) y CA o ca para locomotoras de aire comprimido (esto es, funcionando con aire comprimido de un tanque en lugar de vapor).

### Locomotoras de combustión interna
En Gran Bretaña, las pequeñas locomotoras diésel y de gasolina suelen clasificarse de la misma manera que las de vapor, p.ej. 0-4-0, 0-6-0, 0-8-0. Puede ir seguida de una D para diésel, P para gasolina y otra letra adicional para describir la transmisión: E para eléctrica, H hidráulica, M mecánica. Por tanto, 0-6-0DE indica una locomotora diésel de transmisión eléctrica de seis ruedas. Cuando los ejes están acoplados por medio de cadenas o cardanes (en lugar de barras laterales), o cada eje está impulsado individualmente, se usan generalmente los términos 4w, 6w u 8w. Así pues, 4wPE indica un locomotora de gasolina de cuatro ruedas con transmisión eléctrica. Para locomotoras diésel más grandes se emplea la clasificación UIC.

## Limitaciones
Las limitaciones del sistema Whyte para clasificar las locomotoras que no encajaban en este patrón estándar, condujo al diseño de otras formas de clasificación. La más utilizada en Europa es la clasificación UIC, basada en la práctica alemana, la cual puede definir en forma completa el esquema exacto de una locomotora. 

## Nombres
En Estados Unidos (y en menor medida en el Reino Unido), la disposición de ruedas más usada recibe un nombre, a menudo el del primer fabricante en construir una locomotora con esa disposición (p.ej. la 2-2-0 es llamada Planet). Esta convención es una reminiscencia de la denominación de las clases de los buques de guerra.

### Disposiciones de ruedas más comunes
Aquí hay una lista de las disposiciones de ruedas o rodajes más comunes. En los dibujos, el frente de la locomotora está a la izquierda.
| Disposición (el frente de la locomotora está a la izquierda) | clasificación Whyte | Nombre |
| ------------------------------------------------------------ | ------------------- | --- |
|                                                              |                     | |
| Locomotoras no articuladas                                   |                     | |
|                                                              |                     | |
|                                                              | 0-2-2               | Northumbrian |
|                                                              | 2-2-0               | Planet |
|                                                              | 2-2-2               | Simple, Jenny Lind |
|                                                              | 2-2-4               | |
|                                                              | 4-2-0               | Jervis |
|                                                              | 4-2-2               | Bicycle |
|                                                              | 4-2-4               | |
|                                                              | 6-2-0               | Crampton |
|                                                              |                     | |
|                                                              | 0-4-0               | Cuatro acopladas |
|                                                              | 0-4-2               | |
|                                                              | 0-4-4               | Forney |
|                                                              | 2-4-0               | Porter, 'Old English' |
|                                                              | 2-4-2               | Columbia |
|                                                              | 2-4-4               | |
|                                                              | 4-4-0               | American, Ocho ruedas |
|                                                              | 4-4-2               | Atlantic |
|                                                              | 4-4-4               | Reading, Jubilee (Canada) |
|                                                              |                     | |
|                                                              | 0-3-0               | (una rueda de tracción por eje; usada en el monorriel Estatal Patiala y en el Listowel and Ballybunion Railway)                                                   |
|                                                              | 0-6-0               | Seis acopladas, Bourbonnais (Francia), USRA 0-6-0 (Estados Unidos)                                                                                                |
|                                                              | 0-6-2               | |
|                                                              | 0-6-4               | Forney seis acopladas |
|                                                              | 2-6-0               | Mogul |
|                                                              | 2-6-2               | Prairie |
|                                                              | 2-6-4               | Adriatic |
|                                                              | 2-6-6               | |
|                                                              | 4-6-0               | Diez-ruedas (no británica) |
|                                                              | 4-6-2               | Pacific |
|                                                              | 4-6-4               | Hudson, Baltic |
|                                                              |                     | |
|                                                              | 0-8-0               | Ocho acopladas, USRA 0-8-0 (Estados Unidos) |
|                                                              | 0-8-2               | [ 16 ] |
|                                                              | 0-8-4               | |
|                                                              | 2-8-0               | Consolidation |
|                                                              | 2-8-2               | Mikado, Mike, MacArthur |
|                                                              | 2-8-4               | Berkshire, Kanawha |
|                                                              | 2-8-6               | Usado solo en cuatro locomotoras Mason Bogie |
|                                                              | 4-8-0               | Mastodonte, Doce ruedas |
|                                                              | 4-8-2               | Montãña, Mohawk |
|                                                              | 4-8-4               | Northern, Niágara, Confederación, Dixie, Greenbrier, Pocono, Potomac, Golden State, Western, General, Governor, Big Apple, Serie GS "Daylight" (Southern Pacific) |
|                                                              | 4-8-6               | Propuesta por Lima, nunca construida |
|                                                              | 6-8-6               | (locomotora de turbina de vapor PRR S2) |
|                                                              |                     | |
|                                                              | 0-10-0              | Diez Acopladas, (rara) Decapod |
|                                                              | 0-10-2              | Union |
|                                                              | 2-10-0              | Decapod, Decapod Rusa |
|                                                              | 2-10-2              | Santa Fe, Central, Decapod (sólo en el Southern Pacific) |
|                                                              | 2-10-4              | Texas, Colorado (CB&Q), Selkirk (Canadá) |
|                                                              | 4-10-0              | Mastodonte, Gobernador (en honor de El Gobernador) |
|                                                              | 4-10-2              | Southern Pacific, Overland |
|                                                              |                     | |
|                                                              | 0-12-0              | Doce acopladas |
|                                                              | 2-12-0              | Centipede |
|                                                              | 2-12-2              | Javanic |
|                                                              | 2-12-4              | |
|                                                              | 4-12-2              | Union Pacific |
|                                                              |                     | |
|                                                              | 4-14-4              | AA20 |
|                                                              |                     | |
| Locomotoras Duplex                                           |                     | |
|                                                              |                     | |
|                                                              | 4-4-4-4             | (PRR T1) |
|                                                              | 6-4-4-6             | (PRR S1) |
|                                                              | 4-4-6-4             | (PRR Q2) |
|                                                              | 4-6-4-4             | (PRR Q1) |
|                                                              |                     | |
| Locomotoras articuladas (simples y compuestas) Mallet        |                     | |
|                                                              |                     | |
|                                                              | 0-4-4-0             | Bavarian BB II |
|                                                              | 2-4-4-0             | |
|                                                              | 0-4-4-2             | |
|                                                              | 2-4-4-2             | |
|                                                              | 0-6-6-0             | Erie |
|                                                              | 2-6-6-0             | Denver & Salt Lake |
|                                                              | 2-6-6-2             | |
|                                                              | 2-6-6-4             | Norfolk & Western |
|                                                              | 2-6-6-6             | Allegheny, Blue Ridge |
|                                                              | 4-6-6-2             | (Southern Pacific clase MM-2) |
|                                                              | 4-6-6-4             | Challenger |
|                                                              |                     | |
|                                                              | 2-6-8-0             | (Southern Railway, Great Northern Railway) |
|                                                              |                     | |
|                                                              | 0-8-8-0             | Angus |
|                                                              | 2-8-8-0             | Bull Moose |
|                                                              | 2-8-8-2             | Chesapeake |
|                                                              | 2-8-8-4             | Yellowstone |
|                                                              | 4-8-8-2             | Clases con cabina adelante AC-4 a la AC-12 del Southern Pacific (excepto AC-9)                                                                                    |
|                                                              | 4-8-8-4             | Big Boy |
|                                                              |                     | |
|                                                              | 2-10-10-2           | (Ferrocarriles Santa Fe y Virginian) |
|                                                              |                     | |
|                                                              | 2-8-8-8-2           | Triplex (Erie RR) |
|                                                              | 2-8-8-8-4           | Triplex (Virginian RR) |
|                                                              |                     | |
| Locomotoras articuladas Garratt                              |                     | |
|                                                              |                     | |
|                                                              | 0-4-0+0-4-0         | |
|                                                              | 2-6-2+2-6-2         | |